# Emil Ruusuvuori
Emil Ruusuvuori (* 2. dubna 1999 Helsinky) je finský profesionální tenista. Ve své dosavadní kariéře na okruhu ATP Tour nevyhrál žádný turnaj. Na challengerech ATP a okruhu ITF získal deset titulů ve dvouhře a šest ve čtyřhře.
Na žebříčku ATP byl ve dvouhře nejvýše klasifikován v dubnu 2023 na 37. místě a ve čtyřhře v květnu 2022  na 179. místě. Trénuje ho Federico Ricci.
Ve finském daviscupovém týmu debutoval v roce 2017 utkáním 2. skupiny zóny Evropy a Afriky proti Gruzii, v němž nestačil na Nikoloze Basilašviliho. V roce 2023 se stal členem finského výběru, který poprvé postoupil do světového semifinále. Do září 2024 v soutěži nastoupil ke čtrnácti mezistátním utkáním s bilancí 14–7 ve dvouhře a 4–1 ve čtyřhře.

## Tenisová kariéra
Na okruhu ATP Tour debutoval na Open Sud de France 2020 v Montpellier. Po zvládnuté dvoukolové kvalifikaci zdolal v prvním kole Rakušana Dennise Novaka a zajistil si prvním výhru na profesionálním okruhu. Ve druhém kole jej přehrál Norbert Gombos. Do série ATP Masters premiérově zasáhl na Western & Southern Open 2020, netradičně hraném v dějišti US Open. V souboji kvalifikantů prohrával proti o rok mladšímu Sebastianu Kordovi už 2–5 ve třetím setu a byl dva míčky od porážky, zápas však dokázal otočit a zvítězit poměrem 7–5. Ve druhém kole však prohrál stejným poměrem s osmým hráčem světa Berrettinim.
Debut v hlavní soutěži nejvyšší grandslamové kategorie zaznamenal v mužském singlu na US Open 2020. V úvodním na jeho raketě skončil Aljaž Bedene, aby ve druhém kole nenašel v severském derby recept na Nora Caspera Ruuda.
Do semifinále turnaje na mužském okruhu postoupil poprvé v Astaně v roce 2020, kde v boji o finále nestačil na Adriana Mannarina.

## Finále na okruhu ATP Tour
| Legenda                     |
| --------------------------- |
| D – dvouhra; Č – čtyřhra    |
| Grand Slam (0)              |
| Turnaj mistrů (0)           |
| ATP Tour Masters 1000 (0)   |
| ATP Tour 500 (0)            |
| ATP Tour 250 (0–2 D; 0–1 Č) |

### Dvouhra: 2 (0–2)
| Stav      | č. | datum         | turnaj         | povrch | soupeř ve finále | výsledek            |
| --------- | -- | ------------- | -------------- | ------ | ---------------- | ------------------- |
| Finalista | 1. | 6. února 2022 | Puné, Indie    | tvrdý  | João Sousa       | 6–7(9–11), 6–4, 1–6 |
| Finalista | 2. | 7. ledna 2024 | Hongkong, Čína | tvrdý  | Andrej Rubljov   | 4–6, 4–6            |

### Čtyřhra: 1 (0–1)
| Stav      | č. | datum     | turnaj             | povrch    | spoluhráč              | soupeři ve finále        | výsledek |
| --------- | -- | --------- | ------------------ | --------- | ---------------------- | ------------------------ | -------- |
| Finalista | 1. | únor 2024 | Marseille, Francie | tvrdý (h) | Patrik Niklas-Salminen | Čang Č’-čen Tomáš Macháč | 3–6, 4–6 |

## Finále na challengerech ATP a okruhu ITF
| Legenda                    |
| -------------------------- |
| Challengery (4–2 D, 3–0 Č) |
| ITF (6–0 D; 3–0 Č)         |

### Dvouhra: 12 (10–2)
| Stav      | č.  | datum         | turnaj                     | povrch    | soupeř ve finále       | výsledek           |
| --------- | --- | ------------- | -------------------------- | --------- | ---------------------- | ------------------ |
| Vítěz     | 1.  | listopad 2017 | Helsinky, Finsko           | tvrdý (h) | Jevgenij Karlovskij    | 4–6, 6–0, 6–1      |
| Vítěz     | 2.  | červen 2018   | Santa Margarida, Šapnělsko | tvrdý     | Alexandr Čurbin        | 6–3, 6–3           |
| Vítěz     | 3.  | září 2018     | Piombino, Itálie           | tvrdý     | Sami Reinwein          | 6–1, 6–2           |
| Vítěz     | 4.  | říjen 2018    | Falun, Švédsko             | tvrdý (h) | Patrik Niklas-Salminen | 6–4, 6–4           |
| Vítěz     | 5.  | březen 2019   | Oslo, Norsko               | tvrdý (h) | Mick Veldheer          | 6–1, 6–4           |
| Vítěz     | 6.  | duben 2019    | Sunderland, Velká Británie | tvrdý (h) | Andrés Artuñedo        | 6–2, 7–5           |
| Vítěz     | 7.  | červen 2019   | Fergana, Uzbekistán        | tvrdý     | Roberto Cid Subervi    | 6–3, 6–2           |
| Finalista | 1.  | srpen 2019    | Augsburg, Německo          | antuka    | Yannick Hanfmann       | 6–2, 4–6, 5–7      |
| Vítěz     | 8.  | září 2019     | Manacor, Španělsko         | tvrdý     | Matteo Viola           | 6–0, 6–1           |
| Vítěz     | 9.  | září 2019     | Glasgow, Velká Británie    | tvrdý     | Alexandre Müller       | 6–3, 6–1           |
| Vítěz     | 10. | listopad 2019 | Helsinky, Finsko           | tvrdý (h) | Mohamed Safwat         | 6–3, 6–7(4–7), 6–2 |
| Finalista | 2.  | leden 2020    | Canberra, Austrálie        | tvrdý     | Philipp Kohlschreiber  | 6–7(5–7), 6–4, 3–6 |

### Čtyřhra (6 titulů)
| Č. | datum         | turnaj                 | povrch    | spoluhráč        | poražení finalisté                    | výsledek         |
| -- | ------------- | ---------------------- | --------- | ---------------- | ------------------------------------- | ---------------- |
| 1. | březen 2018   | Poitiers, Francie      | tvrdý (h) | Viktor Durasovic | Christian Hirschmueller David Novotny | 6–4, 7–6(7–1)    |
| 2. | březen 2018   | Lisabon, Portugalsko   | tvrdý     | Kenneth Raisma   | Steven Diez Bruno Mardones            | 7–6(7–2), 6–2    |
| 3. | květen 2018   | Zalaegerszeg, Maďarsko | antuka    | Kenneth Raisma   | Adam Taylor Jason Taylor              | 6–4, 6–4         |
| 4. | květen 2019   | Šymkent, Kazachstán    | antuka    | Jurij Rodionov   | Gonçalo Oliveira Andrej Vasilevskij   | 6–4, 3–6, [10–8] |
| 5. | červenec 2019 | Amersfoort, Nizozemsko | antuka    | Harri Heliövaara | Jesper de Jong Ryan Nijboer           | 6–3, 6–4         |
| 6. | listopad 2020 | Bratislava, Slovensko  | tvrdý (h) | Harri Heliövaara | Lukáš Klein Alex Molčan               | 6–4, 6–3         |